# 심성보
심성보(沈聖輔, 1973년 2월 16일 ~ )는 前 KBO 리그 쌍방울 레이더스, SK 와이번스, LG 트윈스, 삼성 라이온즈의 외야수이며 현재 천안남산초등학교 야구부의 감독직을 맡고 있다.
북일고등학교 시절 팀의 좌완 에이스로 활동하다가 팔꿈치 부상으로 인해 단국대학교 1학년 때 외야수로 전업했지만, 2학년 때 그 해 가을에 열린 1992년 하계 올림픽 예선전 대표로 뽑힌 것을 시작으로 4년 내내 국가대표로 활동했으며, 고려대학교의 심재학과 함께 '심-심포'로 불리며 대학 야구 최고의 홈런타자로 활약한다.

## 프로 야구 선수 시절

### 쌍방울 레이더스 시절
1995년 쌍방울 레이더스의 2차 1순위 지명을 받아 입단하였다. 첫 해만 해도 OB 트레이드설, 1995년에 부임한 한동화 감독의 경질(이후 김우열이 감독 대행을 맡았다) 등으로 인해 좋은 성적을 거두지 못했지만 1997년에 타율 2할 6푼 9리, 15홈런, 73타점을 기록하며 확실한 주전 타자로 발돋움하여 전문가들로부터 ‘포스트 김기태’라는 평을 들었다. 구단이 어려운 중에도 1998년에는 타율 2할 6푼 9리, 24홈런, 86타점으로 팀 공격을 이끌었다. 하지만 1998년에 당뇨병을 앓기 시작하면서 서서히 하강 곡선을 그렸다,

### SK 와이번스 시절
SK 와이번스로 인계된 이후 2000년 20경기에 출전해 타율 1할 5푼 2리, 2타점의 성적을 거둔 뒤 방출당했다.

### LG 트윈스, 삼성 라이온즈 시절
SK에서 방출된 후 2001년 LG 트윈스로 이적하여 97경기 타율 2할 7푼 9리, 2홈런, 34타점을 기록하며 쏠쏠한 활약을 선보였으나 이듬해 박용택에게 주전 경쟁에서 밀려 2003년 7월 8일 LG 트윈스에서 웨이버 공시됐고, 동년 7월 16일에 삼성 라이온즈로 이적했으나 삼성에서도 좋은 모습을 보여 주지 못해 시즌 후 방출되어 현역에서 은퇴했다. 통산 성적은 타율 2할 5푼 7리 (2126타수 547안타), 63홈런, 321타점이다.

## 은퇴 후 현재 근황
은퇴 후 충청남도 천안시에서 사회인 야구단인 STS 보광 휘닉스 야구단 감독으로 활동하였다. 이후 야구용품점과 당구장을 운영했고 2015년부터 2019년까지 모교인 천안남산초등학교 야구부 감독으로 활동했으며 2019년부터 또 다른 모교인 천안북중학교의 야구부의 감독으로 자리를 옮겼다.

## 출신 학교
- 천안남산초등학교
- 천안북중학교
- 북일고등학교
- 단국대학교